# يو إف سي على إي إس بي إن: فونت ضد ألدو
انقضاض (بالإنجليزية: Onslaught)‏ هو حدث لفنون القتال المختلطة نظمته يو إف سي، أُقيم في 4 ديسمبر 2021، على يو إف سي أبيكس في إنتربرايز، يفادا، جزء من منطقة لاس فيغاس الحضرية، الولايات المتحدة.